# 木果卫矛
木果卫矛（学名：[Euonymus xylocarpus] 错误：{{Lang}}：文本有斜体标记（帮助））为卫矛科卫矛属下的一个种。